# Municipio 12 (Arkansas)
El municipio 12 (en inglés: Township 12) es un municipio ubicado en el condado de Benton en el estado estadounidense de Arkansas. En el año 2010 tenía una población de 15158 habitantes y una densidad poblacional de 136,02 personas por km².

## Geografía
El municipio 12 se encuentra ubicado en las coordenadas 36°14′21″N 94°31′22″O / 36.23917, -94.52278. Según la Oficina del Censo de los Estados Unidos, el municipio tiene una superficie total de 111.44 km², de la cual 108.55 km² corresponden a tierra firme y (2.59%) 2.89 km² es agua.

## Demografía
Según el censo de 2010, había 15158 personas residiendo en el municipio 12. La densidad de población era de 136,02 hab./km². De los 15158 habitantes, el municipio 12 estaba compuesto por el 78.4% blancos, el 0.57% eran afroamericanos, el 4.57% eran amerindios, el 2.06% eran asiáticos, el 0.05% eran isleños del Pacífico, el 9.79% eran de otras razas y el 4.56% pertenecían a dos o más razas. Del total de la población el 15.48% eran hispanos o latinos de cualquier raza.